# 4-й гвардейский кавалерийский корпус

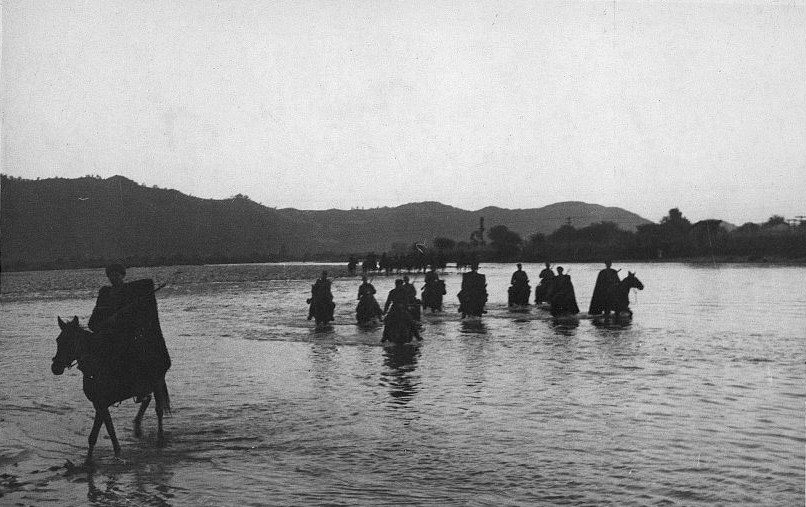
Части корпуса форсируют реку на Кавказе. Сентября 1942. Фото И. Озерского.

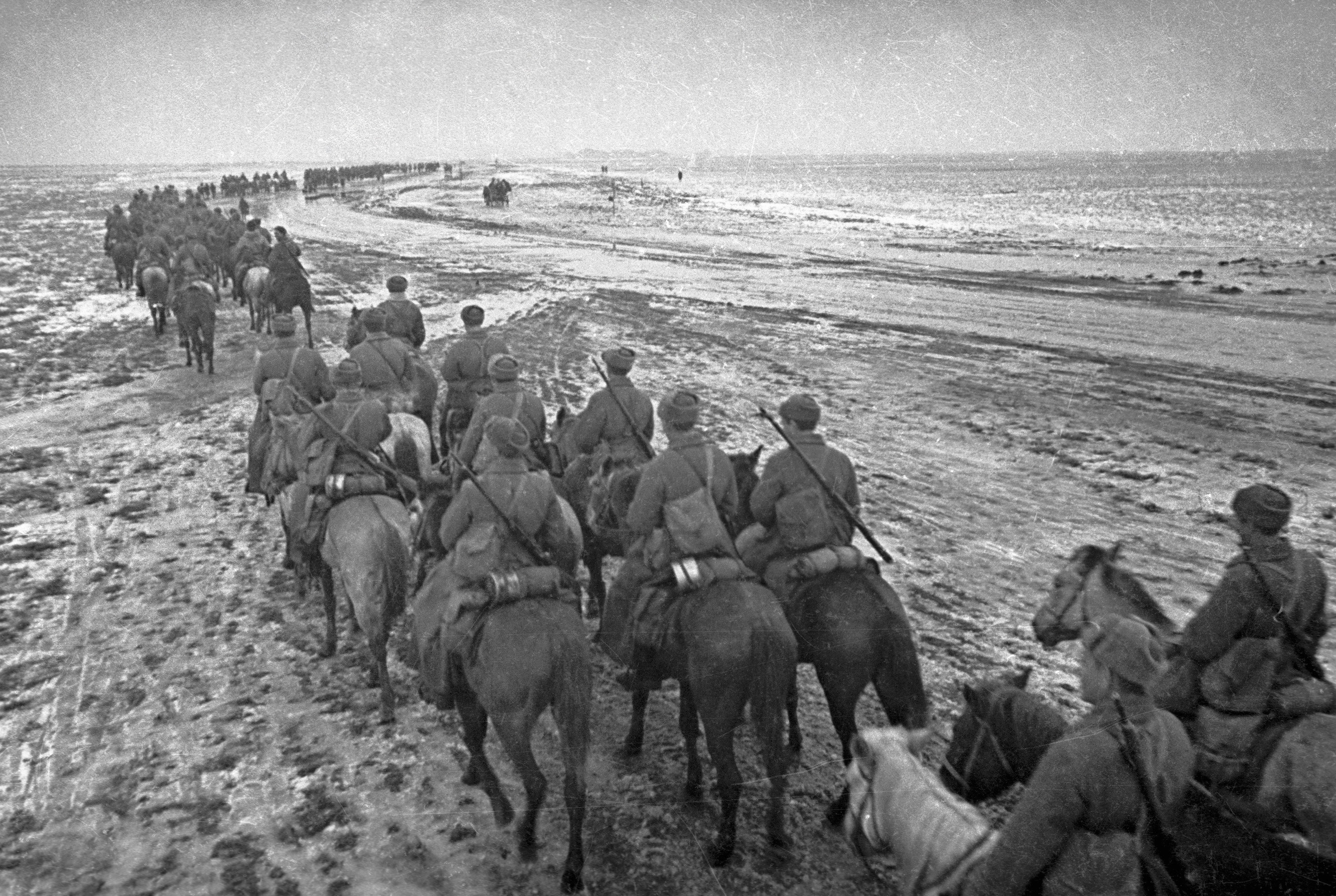
Части 4-го гвардейского кавалерийского корпуса движутся к Одессе. Апрель 1944. Фото В. Иванова

4-й гвардейский Кубанский казачий кавалерийский корпус (4-й гв. кк) — кавалерийское соединение конницы РККА в составе Вооружённых сил СССР во время Великой Отечественной войны.
1 января 1942 по приказу Ставки ВГК в СКВО в Краснодарском крае был образован 17-й казачий кавалерийский корпус. Формирование происходило на казачьи средства из донских и кубанских казаков-добровольцев. За боевые заслуги 27 августа 1942 он был переименован в 4-й гвардейский. Десятки тысяч его воинов награждены орденами и медалями, 22-м присвоено звание Героя Советского Союза.

## Боевой путь
В составе Северо-Кавказского, Закавказского, Южного, 1-го Белорусского, 4-го, 3-го и 2-го Украинских фронтов участвовал в Битве за Кавказ, Армавиро-Майкопской оборонительной, Северо-Кавказской, Ростовской, Донбасской, Мелитопольской, Березнеговато-Снигирёвской, Одесской, Белорусской, Бобруйской, Минской, Люблин-Брестской, Дебреценской, Будапештской, Братиславско-Брновской и Пражской наступательных операциях.
Очень успешными были действия корпуса в Белорусской наступательной операции, где он входил в состав конно-механизированной группы 1-го Белорусского фронта совместно с 1-м механизированным корпусом. Практически всю операцию корпус действовал впереди главных сил фронта, на удалении за 100 и более километров от них, захватывая переправы и важнейшие узлы дорог и удерживая их до подхода главных сил. Не в силах перехватить и уничтожить кавалеристов, немецкие войска широко применяли создание лесных пожаров, чтобы «выкурить» кавалеристов из лесов и уничтожить их авиацией, но этот план не удался.

## Состав

### На 1 сентября 1942
- 9-я гвардейская Кубанская казачья кавалерийская дивизия
- 10-я гвардейская Кубанская казачья кавалерийская дивизия
- 11-я гвардейская Донская казачья кавалерийская дивизия
- 12-я гвардейская Донская казачья кавалерийская дивизия
- 27-й гвардейский отдельный дивизион связи

### На 1 октября 1942
- 9-я гвардейская Кубанская казачья кавалерийская дивизия
- 10-я гвардейская Кубанская казачья кавалерийская дивизия
- 30-я кавалерийская дивизия
- 110-я Калмыцкая кавалерийская дивизия
- 27-й гвардейский отдельный дивизион связи
- 40-й истребительный авиационный полк (с 09.10.1942 г. по 13.01.1943 г. в оперативном подчинении)[2]

### На 1 января 1943
- 9-я гвардейская Кубанская казачья кавалерийская дивизия
- 10-я гвардейская Кубанская казачья кавалерийская дивизия
- 30-я кавалерийская дивизия
- 149-й миномётный полк
- 2-й гвардейский конно-артиллерийский дивизион
- 4-й гвардейский истребительно-противотанковый дивизион
- 27-й гвардейский отдельный дивизион связи
- 40-й истребительный авиационный полк (с 09.10.1942 г. по 13.01.1943 г. в оперативном подчинении)

### На 1 апреля 1943
- 9-я гвардейская Кубанская казачья кавалерийская дивизия
- 10-я гвардейская Кубанская казачья кавалерийская дивизия
- 30-я кавалерийская дивизия
- 152-й гвардейский истребительно-противотанковый артиллерийский полк
- 255-й зенитно-артиллерийский полк
- 4-й гвардейский истребительно-противотанковый дивизион
- 68-й гвардейский миномётный дивизион
- 27-й гвардейский отдельный дивизион связи

### На 1 октября 1943
- 9-я гвардейская Кубанская казачья кавалерийская дивизия
- 10-я гвардейская Кубанская казачья кавалерийская дивизия
- 30-я кавалерийская дивизия
- 1815-й самоходно-артиллерийский полк
- 152-й гвардейский истребительно-противотанковый артиллерийский полк
- 12-й гвардейский миномётный полк реактивных миномётов
- 255-й зенитно-артиллерийский полк
- 4-й гвардейский истребительно-противотанковый дивизион
- 68-й гвардейский миномётный дивизион
- 27-й гвардейский отдельный дивизион связи

### На 1 июля 1944
- 9-я гвардейская Кубанская казачья кавалерийская дивизия
- 10-я гвардейская Кубанская казачья кавалерийская дивизия
- 30-я кавалерийская дивизия
- 134-й отдельный танковый полк
- 151-й отдельный танковый полк
- 128-й отдельный танковый полк
- 1815-й самоходно-артиллерийский полк
- 152-й гвардейский истребительно-противотанковый артиллерийский полк
- 12-й гвардейский миномётный полк реактивных миномётов
- 255-й зенитно-артиллерийский полк
- 4-й гвардейский истребительно-противотанковый дивизион
- 68-й гвардейский миномётный дивизион
- 27-й гвардейский отдельный дивизион связи

### На 1 октября 1944
- 9-я гвардейская Кубанская казачья кавалерийская дивизия
- 10-я гвардейская Кубанская казачья кавалерийская дивизия
- 30-я кавалерийская дивизия
- 1815-й самоходно-артиллерийский полк
- 152-й гвардейский истребительно-противотанковый артиллерийский полк
- 12-й гвардейский миномётный полк реактивных миномётов
- 255-й зенитно-артиллерийский полк
- 4-й гвардейский истребительно-противотанковый дивизион
- 68-й гвардейский миномётный дивизион
- 27-й гвардейский отдельный дивизион связи

### На 1 мая 1945
- 9-я гвардейская Кубанская казачья кавалерийская дивизия
- 10-я гвардейская Кубанская казачья кавалерийская дивизия
- 30-я кавалерийская Новобугская ордена Ленина Краснознаменная орденов Суворова и Кутузова дивизия[3][[4-й гвардейский кавалерийский корпус#cite note-2|]] ордена Ленина Краснознаменная орденов Суворова и Кутузова дивизия[2] ордена Ленина Краснознаменная орденов Суворова и Кутузова дивизия[[4-й гвардейский кавалерийский корпус#cite note-2|]]
- 1815-й самоходный артиллерийский Брестский Приказ Верховного Главнокомандующего № 0258 от 10 августа 1944 года Краснознаменный ордена Богдана Хмельницкого полк;
- 152-й гвардейский истребительный противотанковый артиллерийский Раздельненский[4] дважды Краснознаменный орденов Суворова и Кутузова полк;
- 12-й гвардейский миномётный Раздельненский[5] Краснознаменный ордена Кутузова полк реактивной артиллерии;
- 255-й зенитный артиллерийский Одесский[6] Краснознаменный орденов Кутузова и Красной Звезды полк;
- 4-й отдельный гвардейский истребительно-противотанковый Раздельненский<name="автоссылка1" /> Краснознаменный Указ Президиума Верховного Совета СССР от 27 июля 1944 года — за образцовое выполнение заданий командования в боях с немецкими захватчиками, за овладение городом Барановичи и проявленные при этом доблесть и мужество (Сборник приказов РВСР, РВС СССР, НКО и Указов Президиума Верховного Совета СССР о награждении орденами СССР частей, соединений и учреждений ВС СССР. Часть I. 1920—1944 гг. стр.417,418) ордена Александра Невского Указ Президиума Верховного Совета СССР от 31 октября 1944 года — за образцовое выполнение заданий командования в боях с немецкими захватчиками, за овладении городом Орадеа-Маре и проявленные при этом доблесть и мужество.(Сборник приказов РВСР, РВС СССР, НКО и Указов Президиума Верховного Совета СССР о награждении орденами СССР частей, соединений и учреждений ВС СССР. Часть I. 1920—1944 гг. стр.537,538) дивизион;
- 68-й отдельный гвардейский миномётный дивизион;

Части корпусного подчинения:
- 27-й отдельный гвардейский Одесский[7] дивизион связи
- 251-й отдельный автотранспортный батальон (до 15 ноября 1943 года 194-й отдельный автотранспортный батальон);
- 352-я полевая авторемонтная база;
- 66-е авиазвено связи;
- 245-й прачечный отряд;
- 35-й полевой автохлебозавод;
- 963-я полевая касса Государственного банка СССР;
- 115-я военно-почтовая станция;
- 200-й полевой подвижный госпиталь;
- 2-й отдельный разведывательный бронетранспортный батальон (21 декабря 1942 года — 5 февраля 1943 года).

## Послевоенная история
После войны, 15 июля 1945 года 30-я кд выведена из состава корпуса и поступила в распоряжение Командующего Барановичским Военным Округом.
4-й гв.кк и его 9-я и 10-я гв.кд передислоцированы — в Ставропольский ВО и КубанВО, г. Ставрополь, Майкоп, Краснодарский край, ст. Успенская.
9-я и 10-я гвардейские кавалерийские дивизии совершили 900 км марш в конном строю в район г. Перемышль (Польша). Далее корпус перевозится по железной дороге на Кубань и к 3 октября 1945 года располагается:
Штаб: г. Майкоп.
9 гв. кд: Маламино, Николаевская, Убежинская, Вольное, Коноково, Успенское.
10 гв. кд: Майкоп, Гиагинская, Белореченская, Ханская, Дондуковская.
Корпусные артиллерийские части: Келермесская, Кошехабль, Константиновская.
В 1946 году 4 гв. кк переформирован в 4-ю гвардейскую кавалерийскую Кубанскую казачью ордена Ленина Краснознамённую орденов Суворова и Кутузова дивизию (расформирована в 1954 году). Дислокация управления дивизии — г. Ставрополь Один из полков дивизии дислоцировался в г. Майкоп.

## Командование

### Командиры
- генерал-лейтенант Кириченко, Николай Яковлевич (с 27.08.1942 по 03.11.1943);
- генерал-лейтенант Плиев, Исса Александрович (с 04.11.1943 по 05.11.1944);
- генерал-майор Головской, Василий Сергеевич (с 05.11.1944 по 08.04.1945);
- генерал-лейтенант Камков, Фёдор Васильевич (с 12.04.1945)

### Начальники штаба корпуса
- полковник Дуткин, Алексей Иванович (с сентября 1942 по ноябрь 1942)
- генерал-майор Пичугин, Николай Аандреевич (по 05.11.1944);
- генерал-майор Хлебтовский, Иван Фёдорович (с 05.11.1944);

## Награды и почётные наименования
- «Гвардейский» — почетное звание присвоено приказом Народного Комиссара Обороны СССР № 342 от 27 августа 1942 года за активные оборонительные бои на Северном Кавказе.
- Орден Красного Знамени — награжден указом Президиума Верховного Совета СССР от 20 апреля 1944 года за образцовое выполнение заданий командования в боях с немецкими захватчиками при освобождении города Одессы и проявленные при этом доблесть и мужество.[9]
- Орден Суворова II степени — награжден указом Президиума Верховного Совета СССР от 25 июля 1944 года за образцовое выполнение заданий командования в боях с немецкими захватчиками при форсировании реки Шара, за овладение городом Слоним и проявленные при этом доблесть и мужество;[10]
- Орден Ленина — награжден указом Президиума Верховного Совета СССР от 14 ноября 1944 года за образцовое выполнение заданий командования в боях с немецкими захватчиками, за овладение городом Дебрецен и проявленные при этом доблесть и мужество;[11]
- Орден Кутузова II степени — награжден указом Президиума Верховного Совета СССР от 17 мая 1945 года за образцовое выполнение заданий командования в боях с немецкими захватчиками при овладении городами Трнава, Глоговец, Сенец и проявленные при этом доблесть и мужество.[12]
- 18 благодарностей Верховного Главнокомандующего И. В. Сталина

## Отличившиеся воины
- Абеулов, Мукатай, гвардии рядовой — наводчик орудия 152-го отдельного гвардейского истребительно-противотанкового артиллерийского полка;
- Евсиков, Иван Иванович, гвардии рядовой — разведчик—наблюдатель 4-го отдельного гвардейского истребительно-противотанкового артиллерийского дивизиона .
- Ключников, Иван Кузьмич, гвардии старший сержант — разведчик-наблюдатель 4-го отдельного гвардейского истребительно-противотанкового дивизиона.
- Костылев, Евгений Арсентьевич, гвардии майор — командир 152-го гвардейского истребительно-противотанкового артиллерийского полка.
- Ловенецкий, Степан Александрович, сержант — механик-водитель САУ 1815-го самоходного артиллерийского полка.
- Лютиков, Евгений Кузьмич, гвардии лейтенант — командир батареи 66-го гв. минполка
- Песков, Дмитрий Михайлович, гвардии старший лейтенант — командир батареи 2-го отдельного гвардейского конно-артиллерийского дивизиона
- Плахотя, Савелий Николаевич, лейтенант — командир СУ-76 1815-го самоходного артиллерийского полка
- Прохоров, Михаил Семенович, гвардии рядовой — командир орудия 152-го гвардейского истребительно-противотанкового полка
- Русин, Иван Фёдорович, гвардии ефрейтор — водитель боевой машины 259-го гв. миндивизиона 43-го гв. миномёт. полка
- Хохряков, Фёдор Павлович, младший лейтенант — командир взвода 1071-го иптап

(Списки Героев Советского Союза и кавалеров ордена Славы 3-х степеней 9-й , 10-й гвардейских кавалерийских дивизий и 30-й кавалерийской дивизии находятся на страницах этих дивизий)

## Увековечение памяти

Памятник воинам корпуса (станица Кущёвская)

- Памятник «Слава воинам-освободителям 4-го гвардейского Кубанского казачьего кавалерийского корпуса генерала Кириченко», который освободил Нефтекумский район от фашистских захватчиков, установлен 29 сентября 1979 года на проспекте Нефтяников города Нефтекумска, на месте боя казаков-гвардейцев с кавалерийским полком фашистского корпуса «Ф» в начале декабря 1942 года. Памятник символизирует памятное место – начало изгнания немецких оккупантов с территории Ачикулакского района.
- На въезде в станицу Кущёвскую установлен памятник казакам корпуса.
- В районе пгт. Никольское (Володарское), Приазовье, Украина (дорога Т0803) установлена стела в память о погибших воинах передовых частей 4-го Гвардейского Кубанского казачьего кавалерийского корпуса.
- В парке Москворецком в районе Строгино 9 мая 1995 года в честь 50- летия победы в Великой Отечественной войне состоялось официальное открытие мемориала "Аллея Героев". 25 деревьев были посажены в 1980 году ветеранами ВОВ из 4-го Гвардейского Кубанского Казачьего кавалерийского корпуса и следопытами 38-й московской средней школы в памать о 25 героях советского союза, служивших в 1941-45 гг. в 4-м Гвардейском Кубанском Казачьем Кавалерийском корпусе.